# Leptychaster melchiorensis
Leptychaster melchiorensis är en sjöstjärneart som först beskrevs av Bernasconi 1969.  Leptychaster melchiorensis ingår i släktet Leptychaster och familjen kamsjöstjärnor. Inga underarter finns listade i Catalogue of Life.